# Circuito internazionale di Zhuhai
Circuito internazionale di Zhuhai (ZIC) è un circuito che si trova nella città di Zhuhai, nella provincia del Guangdong, in Cina.
La città di Zhuhai ha ospitato una gara sul suo circuito cittadino nel 1993, fino al 1996 quando il circuito automobilistico fu costruito e divenne la prima pista automobilistica permanente della Cina con l'ambizione di ospitare una gara di Formula 1. Il progetto sembrò potersi realizzare a fine decennio ma poi la cosa sfumò e la Cina dovette attendere il 2004 per avere la sua gara sul neonato Circuito di Shanghai.
Il circuito è stato progettato dalla società australiana Kinhill Engineers Pty Ltd, lo stesso gruppo che ha creato il circuito di Formula 1 ad Adelaide. Il project manager del progetto era Michael McDonough.
La prima gara internazionale disputata sul circuito è stata la BPR Global GT Series. Il circuito divenne presto il punto di riferimento per gli sport motoristici locali, con squadre e scuderie provenienti da Hong Kong e Macao che installarono le loro sedi all'interno del paddock interno del circuito. sul circuito vi si disputano varie gare e campionati internazionali come il Campionato FIA GT e TCR International Series.